# Jan Jaskanis
Jan Jaskanis (ur. 30 marca 1893 w Warszawie, zm. 13 października 1962 tamże) – polski działacz komunistyczny i związkowy.

## Życiorys
Skończył 4 klasy szkoły podstawowej, od 1907 kolportował nielegalne wydawnictwa SDKPiL. W 1909 aresztowany i na 4 miesiące uwięziony w Cytadeli Warszawskiej, od 1911 murarz na budowach w Warszawie. Działacz nielegalnego Socjaldemokratycznego Związku Zawodowego Robotników Przemysłu Budowlanego, wiele razy był wybierany delegatem robotniczym. 
Od 1914 pracował w fabryce amunicji w Piotrogrodzie. Od 1916 członek SDPRR(b). Po rewolucji lutowej był członkiem Rady Delegatów Robotniczych (RDR) w dzielnicy wyborskiej. 3 V 1917 brał udział w manifestacji SDPRR(b) przeciw Rządowi Tymczasowemu. IX 1917 walczył w Czerwonej Gwardii z oddziałami Ławra Korniłowa p. Carskim Siołem, potem prowadził działalność rewolucyjną w piotrogrodzkich pułkach. Uczestniczył w szturmie na Pałac Zimowy w nocy na 7 listopada 1917 i w zajęciu poczty i telegrafu na Dworcu Fińskim.
W 1918 wrócił do Warszawy, gdzie po powstaniu KPRP w grudniu 1918 wstąpił do tej partii. W pierwszej połowie 1919 działał w Milicji Ludowej i organizował Rady Żołnierskie, za co został aresztowany. Od końca 1920 ponownie był murarzem i działał w związanym z KPRP/KPP Związku Zawodowym Robotników i Robotnic Przemysłu Budowlanego, w którym od III Zjazdu 3-4 IV 1921 został zastępcą sekretarza Zarządu Głównego (ZG). Po likwidacji tego związku przez policję IV 1923 działał w Związku Zawodowym Robotników Przemysłu Budowlanego w Warszawie (kilkakrotnie zawieszanego przez policję z powodu wpływów komunistycznych w tym związku). 1929-1934 był aktywistą lewicy Związkowej robotników budowlanych. Od 1935 był członkiem oddziału warszawskiego Centralnego Związku Robotników Przemysłu Budowlanego, Drzewnego, Ceramicznego i Pokrewnych Zawodów w Polsce.
Od 1942 w PPR, po upadku powstania warszawskiego wywieziony na roboty przymusowe do Niemiec, skąd wrócił w maju 1945. 1945-1948 robotnik budowlany w Warszawie, później pracował w Zarządzie Okręgowym (ZO) Związku Zawodowego Robotników i Pracowników Przemysłu Budowlanego, Ceramicznego i Pokrewnych Zawodów w Polsce i Zarządzie Głównym Związku Pracowników Przemysłu Drzewnego i Terenowego. Od 1948 w PZPR, od 1955 rencista.
Odznaczony m.in. Orderem Sztandaru Pracy II klasy.
Pochowany na cmentarzu Bródnowskim w Warszawie (kwatera 50B-5-6).